# Journal of High Energy Physics
Journal of High Energy Physics is een internationaal, aan collegiale toetsing onderworpen wetenschappelijk tijdschrift op het gebied van de deeltjesfysica.
De naam wordt in literatuurverwijzingen meestal afgekort tot J. High Energ. Phys.
Het wordt uitgegeven door Springer Science+Business Media namens het Institute of Physics.
Het eerste nummer verscheen in 1997.